# Борщ по-слобожанськи
Борщ по-слобожанськи ― страва української кухні, різновид борщу, рецепт якого виник на території Слобожанщини.

## Опис

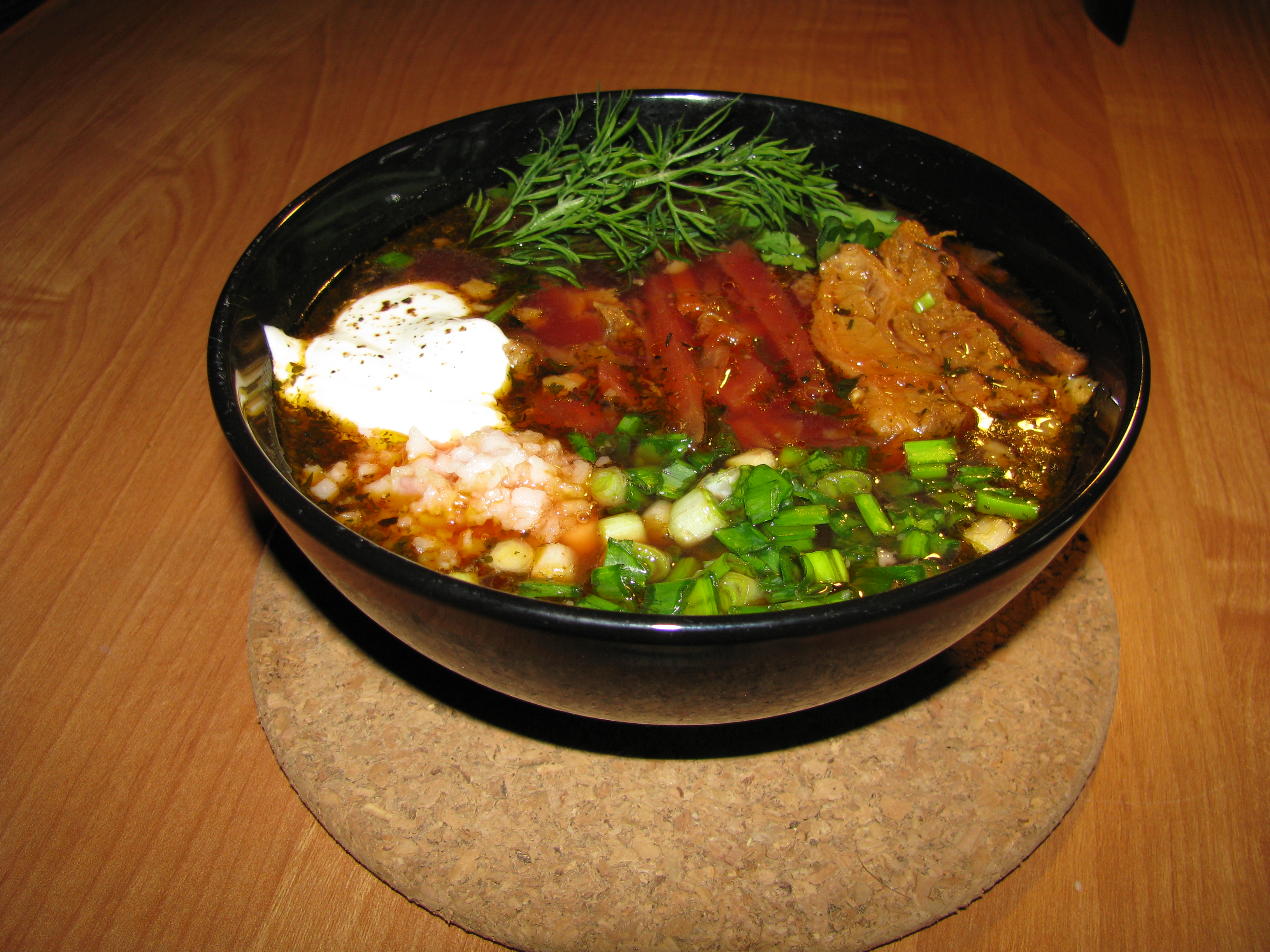

Кухня Слобідської України формувалась загалом у XVI—XVIII століттях внаслідок впливу культур переселенців, які поселялись на території Дикого поля. 
Борщ по-слобожанськи варили на свинячих ребрах або яловичих кістках. Відмінність від червоного борщу в тому, що в рецепті присутні помідори та солодкий перець, які почали додаватися до страв української кухні на початку ХХ століття.  В бульйоні варять традиційно червоний буряк, картоплю, капусту та засмажку. Засмажку готують з порізаної моркви, цибулі та смальцю, на відміну від традиційного борщу, для кислоти додаються перетерті помідори. Засмажку більше пасерують, ніж смажать. До засмажки  додають дрібно посічену зелень, вважається, що таким чином зелень просочиться смальцем й в борщі не потоне. Капуста та засмажка додаються наприкінці варки борщу, останніми додають  прянощі (часник, сіль, перець та лавровий лист).
Борщ по-слобожанськи традиційно повинен бути густим, "щоб ложка стояла" Його на Слобожанщині зазвичай подавали з кашею. На Харківщині до борщу додавали пиво та фрикадельки.